# Noor Hassanali
Noor Mohamed Hassanali (San Fernando, 13 augustus 1918 – Trinidad en Tobago, 25 augustus 2006) was de tweede president van Trinidad en Tobago, van 1987 tot 1997. Hassanali was de eerste islamitische president van Trinidad en Tobago en de eerste van Indiase afkomst. Ook was hij de eerste moslim die staatshoofd was in de Amerika's.
Voor hij in de politiek ging, was hij rechter van het Hooggerechtshof.